# Cynthia Breazeal
Cynthia Lynn Breazeal (Albuquerque, 15 de novembro de 1967) é uma cientista norte-americana, especialista em robótica, do Instituto de Tecnologia de Massachusetts (MIT). É professora assistente de Mídia, Artes e Ciências no MIT, diretora do Personal Robotics Group (grupo de robôs pessoais, anteriormente o DRobotic Life Group), no MIT Media Lab. Conhecida por seu trabalho na área de robótica, onde ela é uma das pioneiras da robótica social e interação humano–robô.

## Biografia
Cynthia nasceu em  Albuquerque, Novo México, em 1967. É filha de Norman e Juliette Breazeal. Seu irmão é William Breazeal. Ingressou na Universidade da Califórnia em Santa Bárbara, em 1989, onde obteve bacharelado em Engenharia Elétrica e de Computação. Seu mestrado em 1993, e seu doutorado em 2000, foram ambos no MIT.
Ela desenvolveu o robô Kismet em sua tese de doutorado sob a orientação de Rodney Brooks, observando o intercâmbio social expressivo entre seres humanos e robôs humanoides. Kismet e alguns dos outros robôs que Breazeal ajudou a desenvolver durante sua pós-graduação no Laboratório de Inteligência Artificial do MIT agora podem ser vistos no museu do MIT. Exemplos notáveis incluem o tronco de robô humanoide Cog e o inseto robô Hannibal.
No MIT Media Lab, Breazeal continua a trabalhar na interação social e aprendizagem socialmente situada entre pessoas e robôs. Leonardo é outro robô globalmente reconhecido (desenvolvido junto com Stan Winston Studio) que foi desenvolvido como um sucessor para o Kismet (reconhecido em 2006 pela revista Wired como um dos "50 Melhores Robôs De Todos os Tempos"). Leonardo também foi utilizado para investigar a cognição social e habilidades da teoria da mente em robôs para aplicações de colaboração entre humanos e robôs, além de desenvolver habilidades de aprendizagem social para robôs, tais como imitação, tutela e referência social. Nexi é o robô mais recente nesta tradição (nomeado pela revista TIME uma das "50 Melhores Invenções de 2008"). Nexi é um robô MDS (Mobilidade, Destreza, Social) que combina habilidades de comunicações sociais com destreza e mobilidade para investigar formas mais complexas para humanos e robôs colaborarem.
Ela é uma supervisora no Museu de Ciências de Boston, e está no conselho de assessores do Science Channel. Ela atuou como consultora no filme Eu, Robô.
Em 16 de julho de 2014, Breazeal lançou uma campanha de crowdfunding no Indiegogo para o desenvolvimento do robô assistente pessoal JIBO. JIBO atingiu seu objetivo inicial de angariação de fundos e estava pronto para lançamento em 2015, que depois foi empurrado para 2016, até ser finalmente lançado em novembro de 2017. No mesmo ano, JIBO foi nomeado uma das "25 Melhores Invenções de 2017" pela revista TIME. No dia 15 de dezembro de 2017, a empresa anunciou demissões. Em abril de 2018, Cynthia servia como o Chief Experience Officer da empresa.

## Trabalhos selecionados

### Livros
- Breazeal, Cynthia. Designing Sociable Robots. [S.l.: s.n.] ISBN 0-262-02510-8
- Breazeal, Cynthia; Bar-Cohen, Yoseph. Biologically Inspired Intelligent Robots. [S.l.: s.n.] ISBN 0-8194-4872-9

## Leitura complementar
- Brown, Jordan D. Robo World: The Story of Robot Designer Cynthia Breazeal. Col: Women's adventures in science. [S.l.: s.n.] ISBN 0-531-16782-8